# Den Treek
Den Treek is een buurtschap en landgoed behorende tot de Nederlandse gemeente Leusden, in de provincie Utrecht. Het landhuis ligt aan de rand van de bossen van de Utrechtse Heuvelrug, 2 kilometer ten zuidwesten van Leusden-Zuid.
De geschiedenis van 'Den Treek' valt in belangrijke mate samen met de geschiedenis van Leusden. De villa Lisiduna, waarvan al in de achtste eeuw sprake was, groeide uit tot Leusden (tegenwoordig: Oud-Leusden). In de negentiende eeuw verplaatste Leusden zich naar het zuidwesten, richting Leusbroek, naar wat nu Leusden-Zuid heet en nog later ontwikkelde het centrum van het tegenwoordige Leusden zich rond Hamersveld.
Vanaf 1807 is de geschiedenis van Den Treek verbonden met die van het geslacht de Beaufort.
Het landgoed Den Treek vormt tegenwoordig een geheel met Henschoten.

## Geschiedenis
Op de overgang van de Utrechtse Heuvelrug en de Gelderse Vallei was de villa Lisiduna in de achtste eeuw een van de eerste nederzettingen; althans een van de eerste die uit geschreven bronnen bekend zijn. In een bekende oorkonde van 777 wordt de villa genoemd.
In 777 schonk Karel de Grote aan de Utrechtse kerk onder andere de in de gouw Flehite gelegen villa Lisiduna, met de toebehoren, die in de schenkingsoorkonde nader gespecificeerd zijn als akkergrond (terra), hoeven (mansus), huizen en gebouwen, onvrijen, bossen, velden, weide- en hooilanden en tot slot waterlopen.
In de rechtsbronnen van de Frankisch-Germaanse periode waren villae (het meervoud van villa) domeinen of grote landgoederen die toebehoorden aan één heer. Op de landgoederen werkten horigen, die op boerderijen woonden en die gebruiksrechten (maar geen eigendomsrechten) hadden op onbebouwde grond en op bossen in de omgeving voor het vergaren van brandhout en het weiden van varkens.

### Oud-Leusden
Uit de villa Lisiduna ontwikkelde zich (Oud-)Leusden, dat reeds in 1006 een kerk had. Er vond landbouw plaats, maar ook ijzerwinning.
De Hofstede Oud-Vlooswijk wordt wel gezien als de vroegere pastorie van Leusden
Oorspronkelijk hebben de zandgronden in dit gebied waarschijnlijk een vrijwel aaneengesloten bosbegroeiing gekend. Tussen de zandruggen en in de Gelderse Vallei lagen veengebieden. Naar het noorden lagen ook veengebieden. Het brede mondingsgebied van de Eem was lang, dat wil zeggen tot ver in de twaalfde eeuw, aan de invloed van de zee onderhevig was. Geleidelijk vielen door het ontstaan en de uitbreiding van nederzettingen als die van Leusden de bossen uiteen. Aan de (noordoostelijke) randen van de hoge zandgronden van de Heuvelrug treffen we de oudste middeleeuwse bewoning aan. Deze gronden waren door hun natuurlijke gesteldheid voor bewoning en landbouw het meest geschikt. In de periode van de achtste tot en met de tiende eeuw breidde de bewoning zich geleidelijk uit. Het aantal nederzettingen nam toe, evenals het aantal ontginningen.
In de achtste en de negende eeuw, betekende dat op of aan de randen van de hoger gelegen zandgronden voornamelijk het rooien van bos om bouwland aan te leggen (en om brandstof te krijgen, onder andere voor de ijzerwinning). Toen in de 12e en 13 eeuw paarden en runderen een belangrijkere plaats in het boerenbedrijf gingen innemen groeide de behoefte aan weidegrond en hooiland. Die werd gevonden op de lager gelegen gronden.
Waarschijnlijk zijn de boeren van Leusden al snel wei- en hooilanden gaan ontginnen in het gebied langs de Lunterse Beek en het Heetveld. Later werd ook het Leusbroek ontgonnen.
In de achttiende eeuw raakte Oud-Leusden ontvolkt. Er stonden in 1799 nog slechts 7 huizen bij de kerk. De kerk werd in 1827 afgebroken. Een nieuwe kerk werd in Leusbroek gebouwd.

### De oudste vermelding van 'Den Treek'
In een regest van de bisschop van Utrecht uit het jaar 1334 is sprake van 'de Treke aan de Beke': bisschop Jan van Diest verklaarde 'dat zijn hofluden van Loesden aan Arnoud van IJsselstein, ridder, gegeven hebben de hoeve Wilslande gelegen tussen Badenvorde en de Treke aan de Beke.' De bisschop staat alle rechten af. De hoeve Wilslande heette later 'Wiltschoir' of 'Veltschoren' en lag langs de Lunterse Beek tussen Ooievaarshorst en Den Treek. Badenvorde is natuurlijk Bavoort. Overigens werd 'Bachevorde' reeds in 1006 genoemd als een der goederen, die door bisschop Ansfried aan het klooster Hohorst werd geschonken.

### De marke van de Leusderberg
De hoeve Den Treek was een van de 26 hoeven die - waarschijnlijk vanaf de dertiende eeuw - samen de marke van de Leusderberg vormden.
Deze marke van de Leusderberg kwam waarschijnlijk tot stand in de 13 eeuw. Een marke was een groep personen die gezamenlijk zekere rechten hadden. Bij de marke van de Leusderberg ging het om 26 hoeven (boerderijen), die gezamenlijk gebruiksrechten hadden op de Leusderberg, het heidegebied op de Utrechtse Heuvelrug onder Leusden. Die rechten waren: het recht om vee te weiden, plaggen te steken, hout te oogsten en bijen te houden. Het weiden van schapen werd wel aangeduid met “schaapsdrift”. Het gemeenschappelijk markebezit werd aangeduid als de 'almende'. Ook de naam “meent” werd gebruikt.
Aanvankelijk bestond de marke uit 26 hoeven, later uit 31 hoeven, die in vier groepen kunnen worden verdeeld (de later toegetreden hoeven staan vermeld tussen haakjes):
- op de Leusderberg nabij Amersfoort: de Groote Hoek, Grootveld, Velddorp en Vlooswijk;
- op het Heetveld: Den Treek, Groot Loevezijn, Klein Loevezijn, (Loef,) Ravensbeek en Groot Ravenhorst (van ouds Ravensloot);
- in Leusderbroek: Vrijhoef, Burgwal, 't Pothsland, Heuvel, Drift, Middenbroek, Groot Santbrink[14], 't Hek, 't Oude Huis, Klein Santbrink, Groote Pol, Kleine Pol en 't End;
- langs de Lunterse Beek: Oude Bieshaar, (Nieuwe Bieshaar,) Bruine Haar, Bavoort, (Ruitenbeek,) Grift (en Heiligenbergzicht).

De eerste schriftelijke bron over de 'gemeen geërfden van de 26 houven gelegen onder Leusden' dateert van 27 november 1561. De eigenaren van de 26 hoeven maakten een verordening over de gronden waarop zij collectieve en individuele gebruiksrechten uitoefenden. De Prins van Oranje legde zijn goedkeuring daarover vast in een ordonnantie. Doel van de verordening was het verstuiven van het zand op de gemene grond tegen te gaan. Volgens deze verordening hadden de hoeve-eigenaren het recht 'schapen te drijven, plaggen te slaan, hout te houwen, turf te graven, heet (heide) en plaggen te maaien en verder alles wat zij vroeger gedaan hebben.'
Bij een grensgeschil in 1594 tussen Amersfoort, Soest, Leusden en Zeist liet Amersfoort het terrein in kaart brengen.
In 1604 stelden de geërfden een reglement op, dat in 1605 door de Staten van Utrecht werd goedgekeurd. In dit reglement is vastgelegd dat 5 gecommitteerden de geërfden naar buiten zouden vertegenwoordigen; deze gecommitteerden kozen uit hun midden een meentgraaf. Tweemaal per jaar zou de controle van de almende plaatshebben: op 6 mei en daags na Bartholomeusdag (24 augustus).
Van de hoeven naar de gemene gronden liepen schaapsdriften of schaapstreken. Uit een zeventiende-eeuwse lijst blijkt bijvoorbeeld dat de hoeve Ooievaarshorst “twee streeck” had.
De oppervlakte van de meent nam af door “aangravingen”: bewoners van de 26 hoeven vergrootten hun bouwland ten koste van de gemeenschappelijke gronden. Maar er werden ook stukken van de meent verkocht.
Nadat aanvankelijk de gemene gronden werkelijk gemeenschappelijk eigendom waren, werden al in de zeventiende eeuw aandelen in de gemeenschappelijke grond aangeduid: bij verkoop van een hoeve werd ook een “waardeel” verkocht: het recht om naar evenredigheid van de grootte van de hoeve rechten uit te oefenen op de Leusdermeent, die uiteindelijk nog eigendom van “de heer” was; eerst de bisschop, en later de Domeinen 's Lands van Utrecht. In de achttiende eeuw werd bepaald dat iedereen die schapen op de Leusderberg liet weiden daarvoor een bepaald bedrag moest betalen. In de loop van de achttiende eeuw verdween “het grondheerlijk karakter van de Leusderberg met zijn hoeven” geheel. In 1838 gaan er voor het eerst stemmen op om de Leusderberg te verdelen. Grote delen worden uiteindelijk verkocht, onder andere aan de Minister van Oorlog voor de aanleg van een oefenterrein. Uiteindelijk werd ook de resterende grond verdeeld en kwam op tweede kerstdag van het jaar 1889 een einde aan het bestaan “van dit merkwaardige lichaam van zeer hooge ouderdom”.

## Huize Den Treek
De activiteiten rond de Leusderberg hadden aanvankelijk een zuiver agrarisch karakter. Het ging om  26 / 31 boerderijen, die de gemene gronden benutten in hun bedrijfsvoering. De hoeven waren zelf voor een deel weer eigendom van rijke families of van kerkelijke instellingen. De boeren die op de hoeven woonden en werkten betaalden pacht. Zo was Den Treek in 1700 eigendom van “Johan van den Treeck, Med. Doctor”, de kleinzoon van Leendert Jansz. van den Treeck. Hij had de hoeve verpacht. In 1712 wordt Everard van Weede, Heer van Dijkveld de eigenaar van Den Treek. De pachter is dan Jacob Cornelisz Blankestyn. De hoeve wordt verkocht voor fl. 4700. In 1734 wordt de hoeve opnieuw verkocht, voor fl. 3300 aan Nicolaas Treeker, kanunnik van Sint Jan Baptist te Wijk bij Duurstede. Het bezit wordt omschreven als “een Heerenhuisinge, Stallingen en koetshuis met zijn Tuyn, Allees, Plantagien en groote Vijverkom en Watervallen, beneffens boerenwoninge genoemt de vijfviertelhoeve off den Treek met den paardecamp.”
Kennelijk is er een landhuis gebouwd, compleet met tuin en lanen. Het vermoeden bestaat dat Van Weede hiermee begonnen is. Hij was hoogstwaarschijnlijk degene die aan de boerenhofstede een zogenaamde “Herenkamer” toevoegde. Daar logeerde de eigenaar als hij op zijn landgoed verbleef. Waarschijnlijk liet hij ook een tuin met grote vijver en watervallen aanleggen. Er bestaat een kaartje van omstreeks 1750 waarop te zien is dat er een landgoed aan het ontstaan is. Tuin en vijver zijn hierop goed zichtbaar.
In 1767 wordt het goed verkocht aan W.G. van Veerssen voor fl. 3000. In 1772 wordt het eigendom van dr. Berghuis voor fl. 3300. Zijn weduwe verkoopt het (samen met Wellom) voor fl. 4400 aan Hendrik van Geytenbeek, een gezeten landbouwer uit Woudenberg. Na diens dood wordt het in 1798 geveild: Den Treek komt voor fl. 2525 in handen van Nicolaas van den Bergh, advocaat te Amsterdam, en Wellom wordt voor fl. 1200 verkocht aan Johan Mulder. Die verkoopt het zeven maanden later met fl. 412 winst aan Van den Bergh. Op 12 oktober 1803 wordt het buitengoed voor fl. 14.000 verkocht aan Jan Andries du Bois, die het twee jaar later voor fl. 8000 overdeed aan mr. Jacob Penning. Op 8 mei 1807 draagt zijn weduwe “de buitenplaats genaamd Den Treek, met zijn Huizinge, Koetshuys en Stallingen, Boomgaarden, Tuin, Bosschen, Cingels, Laanen en Land, groot vijf en twintig morgen in coop met de opgaande Eike-, Beuke-, Esse-, Sparre- en Berkeboomen daarop staande over aan mr. Willem Hendrik de Beaufort. Ook de hofstede Wellom maakte deel uit van de koop.
In 1807 kocht Willem Hendrik de Beaufort het huis. De Beaufort begon meteen met een verbouwing. Daartoe liet hij bouwmateriaal aanvoeren dat afkomstig was van een oude buitenplaats aan de Vecht. Er werden aan de oorspronkelijke hofstede met herenkamer twee nieuwe vleugels toegevoegd. Den Treek was een buitenplaats geworden. Ook kwam er een koetshuis. 
In 1903 werd het landhuis uitgebreid met een toren en een lage vleugel. Het landhuis bleef buiten de in 1919 opgerichte B.V. voor het landgoed. 
In 1949 werd het huis verbouwd tot hotel, dat er tot het jaar 2000 in gevestigd bleef. 
In 1998 werd het huis met circa zes hectare omliggende tuin verkocht. Na een grote restauratie in 2001 wordt het nu particulier bewoond. Het huis en tuin zijn niet vrij toegankelijk.

### Eigenaren
| van  | tot  | eigenaar | opmerking |
| ---- | ---- | --- | --- |
| 1712 | 1733 | Everard van Weede (1682-1734)                                                                                                | |
| 1734 |      | Nicolaas Treeker | |
|      |      | | Diverse wisselingen van eigenaar. |
|      | 1807 | Jan Andries du Bois (1777-1848)                                                                                              | Het transport vond plaats op 8 mei 1807 |
| 1807 | 1829 | Willem Hendrik (I) de Beaufort (12 juli 1775 - 21 april 1829)                                                                | |
| 1829 | 1863 | Joachim Ferdinand de Beaufort (14 oktober 1797 - 31 januari 1863)                                                            | |
| 1863 | 1866 | Arnoud Jan de Beaufort (23 april 1799 - 1 juli 1866)                                                                         | Bij het overlijden van zijn broer Joachim Ferdinand erfde hij het complete landgoed.                                                                                   |
| 1866 | 1918 | Willem Hendrik (II) de Beaufort (19 maart 1845 - 2 april 1918)                                                               | Vanaf de dood van zijn vader bleef de woning leeg. Na zijn huwelijk in 1873 betrok hij de woning.                                                                      |
| 1923 | 1974 | Jan Anne Arnout Hendrik de Beaufort (1876-1947) gehuwd met Constance Henriette de Beaufort-baronesse van Lynden (1884-1974). | Na zijn overlijden is zij in een deel van Huize Den Treek blijven wonen.                                                                                               |
| 1952 | 1998 | Erven van J.A.A.H. de Beaufort (Willem Hendrik (III) de Beaufort (1906-1975), Adèle Zeldenrust-de Beaufort (1920))           | Gedeeltelijk omgebouwd tot Hotel Restaurant Huize Den Treek, na het overlijden van C.H. de Beaufort-baronesse van Lynden in 1974 is haar deel bij het hotel getrokken. |
| 1998 |      | Huis en tuin verkocht aan een particulier.                                                                                   | Het hoofdgebouw is verbouwd en gerestaureerd. |

## Landgoed Den Treek
Al in 1807 kocht de Beaufort ook de hoeve Ooievaarshorst met landhuis aan. Dit landhuis werd kort daarna afgebroken. In 1812 werd de Bruine Haar aangekocht, in 1814 Bavoort, in 1817 Ravensbeek en Vlooswijk en in 1818 't Hek onder Leusbroek. Verder werden verschillende percelen bos en weiland aangekocht.
Tot aan zijn overlijden in 1829 investeerde De Beaufort door aankopen van onroerend goed in totaal een bedrag van 37.189,77 gulden in zijn landgoed. In 1812 werd hij heemraad van het college van de Berg, zoals de commissie van gecommitteerden toen werd genoemd. Een jaar later was hij meentgraaf.
Nazaten van Willem Hendrik (I) breidden in de negentiende eeuw het landgoed verder uit, en vergrootten en verbouwden ook het landhuis.
In 1919 werd het landgoed ondergebracht in een N.V. Het landhuis met zes hectare omliggende grond bleef hier echter buiten, en heeft sindsdien andere eigenaren gehad. 

### Den Treek-Henschoten
In 1935 kreeg het landgoed met de aanschaf van het Treekermeer aansluiting met het landgoed Henschoten. Om versnippering tegen te gaan werden  beide landgoederen samengevoegd tot de N.V. Landgoed Den Treek-Henschoten, later B.V.

In tegenstelling tot het landhuis is het landgoed nog steeds eigendom van de familie de Beaufort.

### Gebouwen
Anders dan Huize Den Treek, welke op eigen grond staat, staan de meeste gebouwen van Den Treek op erfpachtgrond van Den Treek-Henschoten.

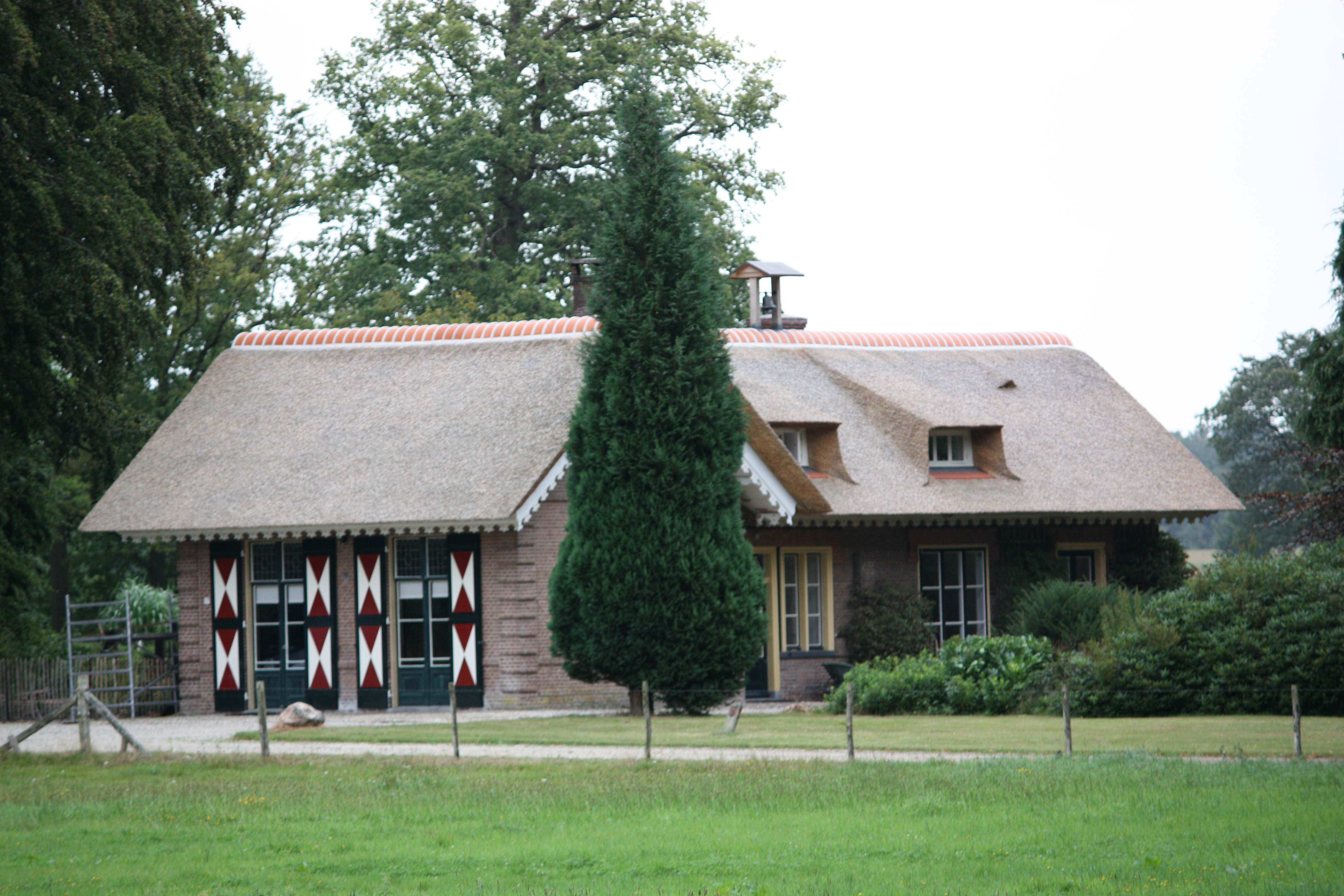
Jachthuis

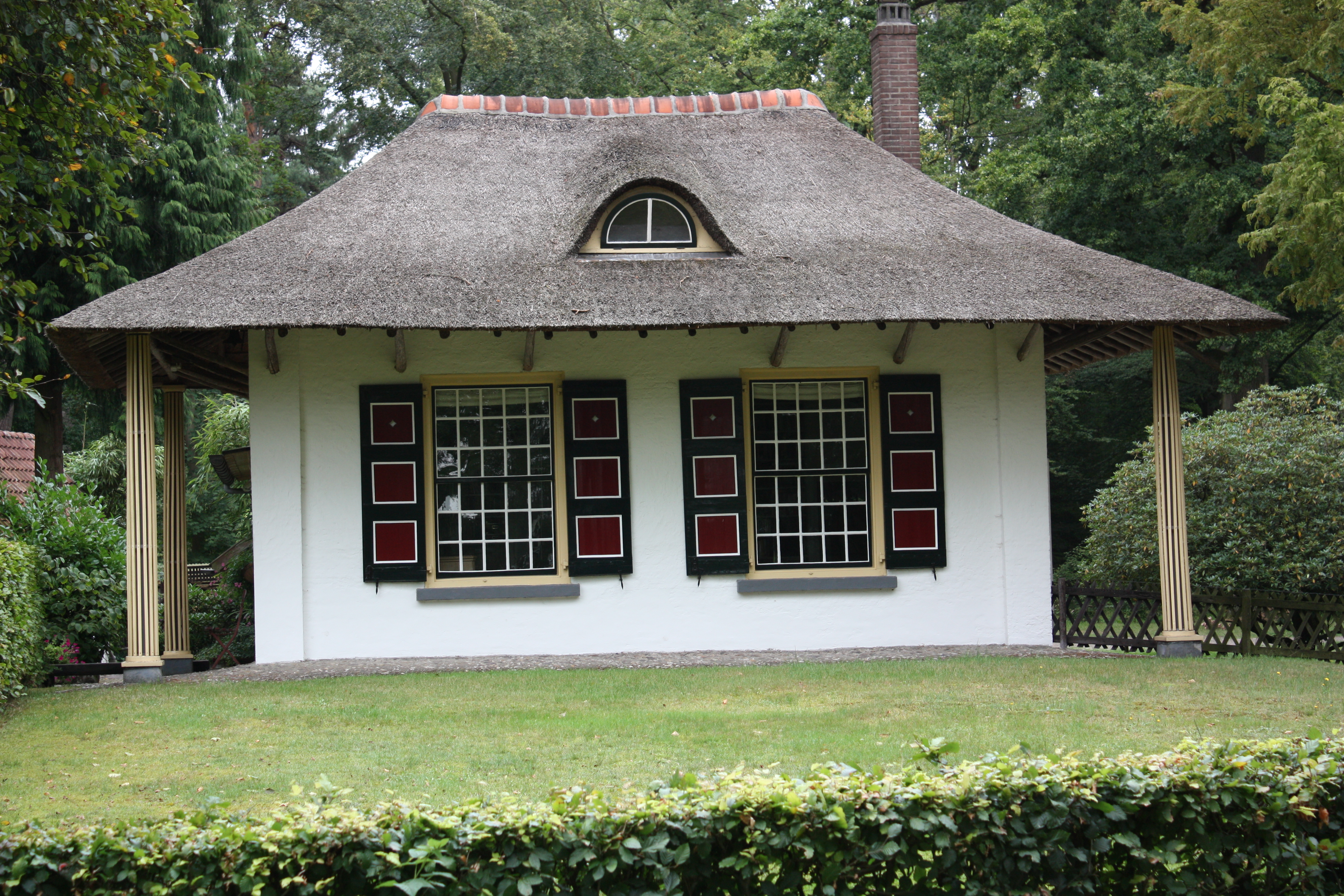
Tuinmanswoning

- Het koetshuis met dienstwoning en poort is gebouwd in 1892 aan de Treekerweg 46. De opdracht hiertoe is gegeven door Arnoud Jan de Beaufort, naar ontwerp van Jan Pothoven. Het gebouw is van 1987 tot 2002 verbouwd en gerestaureerd door H. Buiten en is thans in gebruik als woonhuis.
- De tuinmanswoning is gebouwd aan het einde van de 19de eeuw aan de Treekerweg 44.
- De boerderij 'De Ossenstal' is gebouwd in 1887 aan de Treekerweg 11. De boerderij bestond uit een woongedeelte, stal en korenzolder. Tijdens een verbouwing in 1949 is de stal verbouwd tot woonruimte.
- Het chalet "Jachtlust" is gebouwd in 1838 aan de Treekerweg 17. Het achterste deel is in 1874 uitgebreid met een voorhuis tot zijn huidige vorm. In 1842 vestigde zich hier op uitnodiging van Joachim Ferdinand de Beaufort Cornelis Ipenburg, meester-wagenmaker uit Lopik. Afstammelingen van Cornelis Ipenburg bleven drie generaties lang hier het beroep van wagenmaker uitoefenen: Cornelis I Ipenburg van 1842 tot zijn dood in 1884, Cornelis II Ipenburg tot 1941 en Johannes (Hannes) Ipenburg van 1941 tot zijn overlijden in 1960.

Dorpen: Achterveld · Leusden · Leusden-Zuid · Stoutenburg

Buurtschappen: Asschat · Den Treek · De Ruif · Jannendorp · Moorst (deels) · Musschendorp · Oud-Leusden · Snorrenhoef

Utrecht · Plaatsen in de provincie      Nederland · Provincies · Gemeenten